# Cantó de Fumèl
El cantó de Fumèl és un cantó francès del departament d'Òlt i Garona, situat al districte de Vilanuèva d'Òlt. Té 7 municipis i el cap és Fumèl.

## Municipis
- Blancafòrt
- Candasaigas
- Cutsòrn
- Fumèl
- Montsempron e Libós
- Sant Front de Lemança
- Sauvatèrra de Lemança

## Història
| Data d'elecció                           | Identitat         | Partit | Qualitat |
| ---------------------------------------- | ----------------- | ------ | -------- |
| 1974-1992                                | Paul Mauvezin     | RPR    |          |
| 1992-1998                                | André Lautié      | RPR    |          |
| 1998-2004                                | Serge Dupouy      | PS     |          |
| 2004-                                    | Jean-Louis Costes | UMP    |          |
| les dades anteriors no són pas conegudes |                   |        |          |
|                                          |                   |        |          |

## Demografia
| 1962   | 1968   | 1975   | 1982   | 1990   | 1999   | 2006   |
| ------ | ------ | ------ | ------ | ------ | ------ | ------ |
| 12.536 | 13.556 | 13.583 | 12.903 | 11.859 | 10.945 | 10.752 |